# اسب‌های وحشی (فیلم ۲۰۱۵)
«اسب‌های وحشی» (انگلیسی: Wild Horses) فیلمی آمریکایی در سبک جنایی به کارگردانی رابرت دووال است که در سال ۲۰۱۵ منتشر شد.